# Lady Ann Strait
Lady Ann Strait är ett sund i Kanada.   Det ligger i territoriet Nunavut, i den nordöstra delen av landet, 3 400 km norr om huvudstaden Ottawa.